# Leiophasma
Leiophasma is een geslacht van wandelende takken uit de familie Anisacanthidae. De wetenschappelijke naam van dit geslacht is voor het eerst voorgesteld door Boris Petrovitsj Oevarov in een publicatie uit 1940. De soorten van dit geslacht komen op Madagaskar voor.

## Soorten
Het geslacht Leiophasma omvat de volgende soorten:
- Leiophasma adustum (Redtenbacher, 1906)
- Leiophasma brevivalvis (Redtenbacher, 1906)
- Leiophasma concolor (Redtenbacher, 1906)
- Leiophasma flaviceps (Redtenbacher, 1906)
- Leiophasma intermedia (Redtenbacher, 1906)
- Leiophasma lucubense (Brančik, 1893)
- Leiophasma maculipes (Redtenbacher, 1906)
- Leiophasma mayottense Cliquennois, 2003
- Leiophasma nigrolineatum (Stål, 1875)
- Leiophasma nigrotuberculatum (Redtenbacher, 1906)
- Leiophasma operculatum (Redtenbacher, 1906)
- Leiophasma sohri (Brančik, 1898)
- Leiophasma spinosum (Redtenbacher, 1906)
- Leiophasma vaginatum (Redtenbacher, 1906)